# Rebutia tarvitaensis

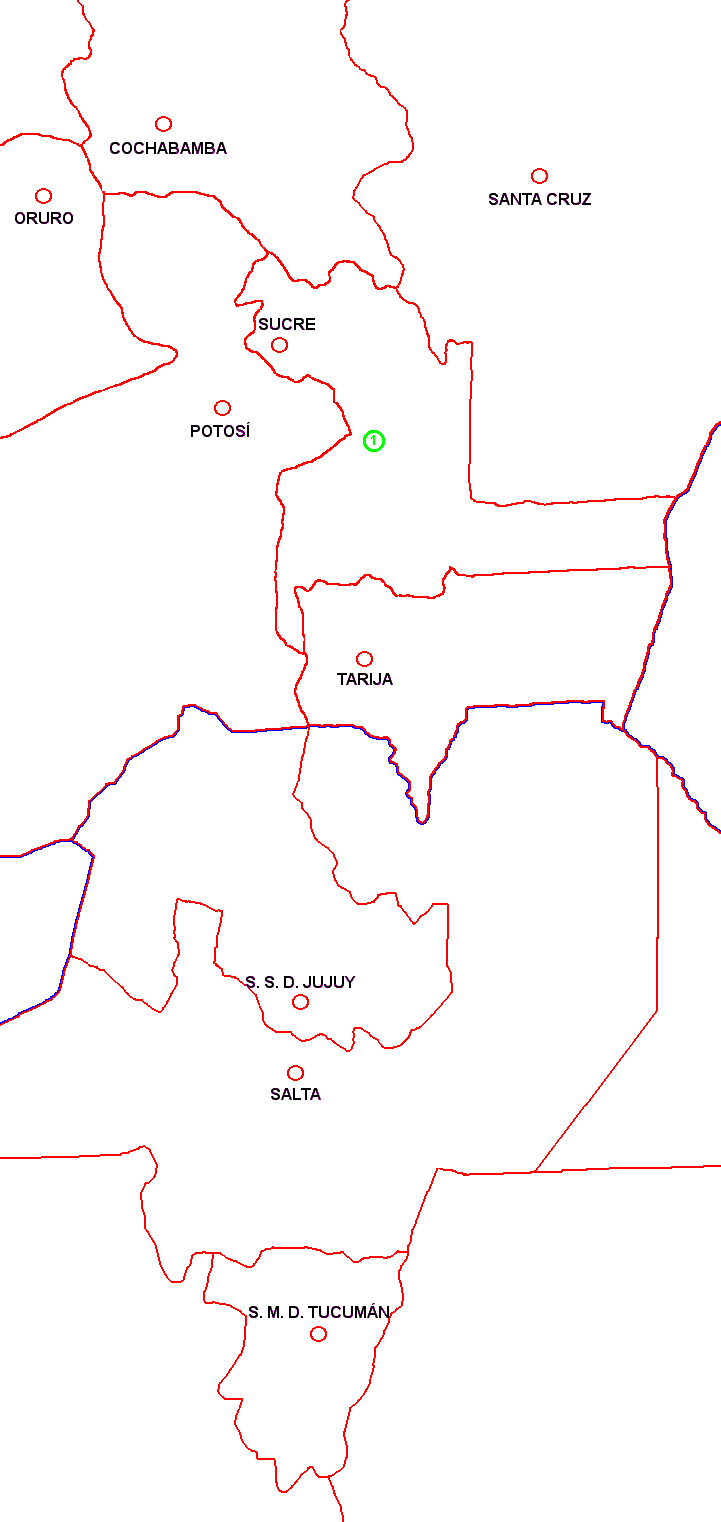
Mapa rozšíření R. tarvitaensis

Rebutia tarvitaensis je mimořádně zajímavý druh rodu rebucie jehož květy jsou asi vůbec největší v celém rodu. Jméno se odvozena od místa výskytu v blízkosti Tarvita (Bolívie, departament Chuquisaca, provincie Azurduy).

## Rebutia tarvitaensisRitter
Ritter, Friedrich; Kakteen und andere Sukkulenten, 28: 78, 1977
Sekce Aylostera, řada Leucanthema

### Popis
Stonek jednotlivý, kulovitý, 20 - 30 mm široký, v kultuře také poněkud odnožující, později často až několikanásobně dlouhý, temeno poněkud poněkud snížené, pokryté trny mladých areol, řepovitý kořen nepatrný; pokožka světle zelená. Žeber až 13 - 15, těžko rozeznatelná, často šikmo probíhající, rozložená do nízkých, často hustě natěsnaných hrbolků; areoly oválné, asi 1,5 mm dlouhé a 1 mm široké, nažloutle hnědě plstnaté. Trnů 7 – 9, pouze okrajové, 2,5 – 5 mm dlouhé, slabé jehlovité, jemné a pružné, paprskovitě rozložené, přilehlé, červenohnědé, později šednoucí.
Květy dlouze nálevkovité, až 60 mm dlouhé, 50 – 60 mm široké, nevoňavé, veliké a často zakrývající celou rostlinu; květní lůžko polokulovité, 2,5 mm široké, pokryté malými, olivově nazelenalými šupinami s bílou vlnou a šedavě bílými štětinami; květní trubka 30 - 40 mm dlouhá, úzká, nahoře nálevkovitě se rozšiřující, nahoře asi 10 mm široká, světle načervenalá, pokrytá nazelenalými šupinami s malým množstvím bílé vlny a několika bělavými štětinami na šupinu; okvětní lístky intenzivně rumělkově červené, podlouhle kopisťovité, vybíhající do malé špičky nebo na konci poněkud roztřepené, 25 - 30 mm dlouhé, až 10 mm široké; nitky bělavé, prašníky světle žluté; čnělka bělavá, se 4 - 6 nažloutlými, sevřenými rameny blizny v úrovni nejvyšších prašníků nebo poněkud pod nimi. Plod kulovitý, 4 - 5 mm široký, zelenohnědý, pokrytý bělavou vlnou a štětinami, s malým množstvím dosti velkých semen. Semena hnědočerná, asi 1,3 mm velká, vejčitá, s bazálním hilem.

### Variety a formy
Variety ani formy nebyly popsány, kromě typového sběru FR 773 byl jako R. tarvitaensis označen také sběr FR 772, který ale byl jinde označován také jako R. leucanthema var.?. Jako R. tarvitaensis můžeme někde nalézt rovněž sběr FR 935, podle kterého však byla popsána R. leucanthema var. cocciniflora. Tato identifikace se však asi zakládá na chybně označených rostlinách, rozšiřovaných pod těmito sběrovými čísly ve sbírkách, F. Ritter oba tyto sběry označil za totožné.

### Výskyt a rozšíření
Typová rostlina, podle které byla R. tarvitaensis popsána, byla nalezena v Bolívii, u Tarvita (departament Chuquisaca, provincie Azurduy). Stejně byly lokalizovány také oba další výše zmíněné sběry, alespoň v některých literárních odkazech, F. Ritter však pro tyto dva sběry jako místo původu uvádí „Bolívie, severně od Camargo (departament Chuquisaca, provincie Nor Cinti)“.